# 요리의 철인
요리의 철인(일본어: 料理の鉄人)은 후지 TV에서 제작한 일본의 텔레비전 요리 프로그램이다. 이 시리즈는 1993년 10월 10일 첫 방송을 탔고 1999년 9월 24일 종영되었다. 그러나 스페셜 방송은 주기적으로 2002년까지 제작되었다. 총 309화가 방영되었다. 캐나다의 푸드 네트워크, 미국의 쿠킹 채널, 오스트레일리아의 스페셜 브로드캐스팅 서비스에서도 정식 방영되었다.
2012년 10월 26일 아이언 셰프(アイアンシェフ)라는 제목의 새로운 버전의 프로그램을 방영하기 시작했다.